# Eremiaphila cairina
Eremiaphila cairina är en bönsyrseart som beskrevs av Giglio-tos 1916. Eremiaphila cairina ingår i släktet Eremiaphila och familjen Eremiaphilidae. Inga underarter finns listade i Catalogue of Life.